# Cambridge (Maryland)
Cambridge város az USA Maryland államában. Lakosainak száma 13 096 fő (2020. április 1.).

## Népesség
A település népességének változása:

| 2010 | 12 326 |
| 2020 | 13 096 |